# (614689) 2020 XL5
2020 XL5 — субкілометровий навколоземний астероїд. Відкритий 26 листопада 2020 року телескопом Pan-STARRS в обсерваторії Халеакала на острові Мауї (Гавайські острови). Належить до групи Аполлона. Перетинає орбіти Венери і Землі. Один оборот навколо Сонця він робить за 366 діб, афелій (найбільша відстань від Сонця) становить 208 млн км (1,389 а. о.), а перигелій (найменша відстань до Сонця) 92 млн км (0,6133 а. о.). Точний розмір астероїда невідомий, але виходячи з розрахунків він становить від 245 метрів до 547 метрів.
Астероїд є кандидатом у троянці Землі, оскільки перебуває в точці Лагранжа L4.